# Moriani
Moriani est une ancienne piève de Corse. Située dans le nord-est de l'île, elle relevait de la province de Bastia sur le plan civil et du diocèse de Mariana sur le plan religieux.

## Géographie
Moriani est une piève de la façade orientale de la Corse, située entre les pièves de Tavagna et de Campoloro.
La piève de Moriani correspond au territoire des communes actuelles de :
- Santa-Lucia-di-Moriani ;
- San-Giovanni-di-Moriani ;
- Santa-Reparata-di-Moriani ;
- San-Nicolao ;
- Santa-Maria-Poggio (ou Poggio-di-Moriani).

La piève de Moriani s'étend sur les bassins versants des fleuves côtiers Petrignani et Bucatoggio. Elle est délimitée au sud et à l'ouest par une ligne de crête comprenant successivement le Monte Negrine, le Monte di e Tre Pievi et le Monte Olmelli, la séparant des pièves d'Alesani et d'Orezza.
Elle avait pour pièves voisines :

## Histoire
Au XVIe siècle vers 1520, elle avait pour lieux habités : Cucula, la Venzolasca, lo Censo, le Prache, Bonaldo, la Serra, la Torre, lo Serrale, li Giotti, Recheno, le Pente, Ghisa, li Forci, lo Pinso, Robiola, lo Trebiolo, Castellana, Podingrado, lo Feno, lo Muchio, Aragia, la Rasticagia, Casuli, Contra, la Petra, la Tessulanda, lo Pogio.

### La piève religieuse
L'église piévane de Moriani, était l'église de Santa Maria Assunta, située sur la commune de Santa-Maria-Poggio, d'après Geneviève Moracchini-Mazel. Elle est aujourd'hui détruite ; mais les vestiges sont toujours visibles.

Le site de l'ancienne piévanie Santa Maria, sur la commune de Santa Maria Poghju.
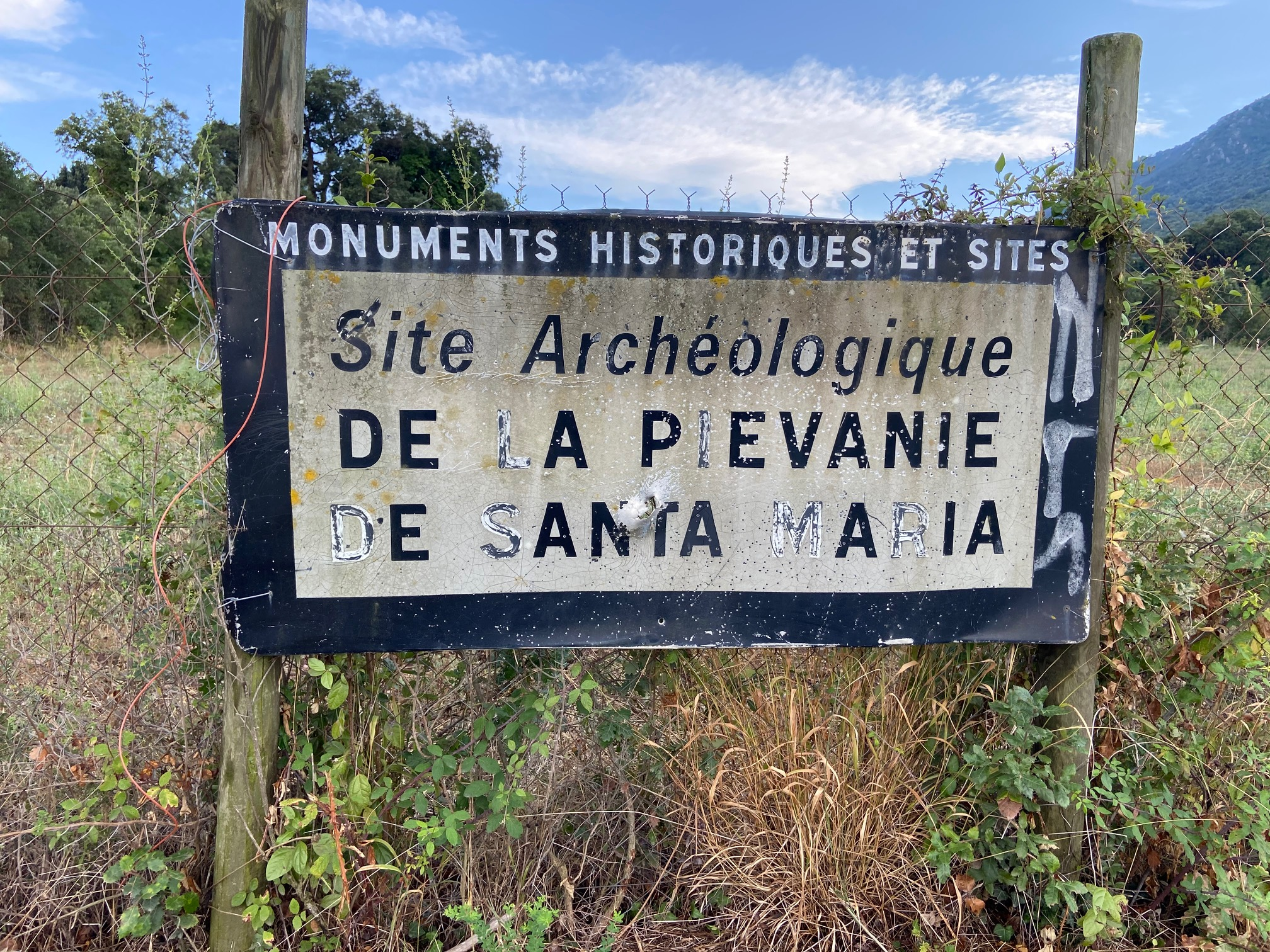
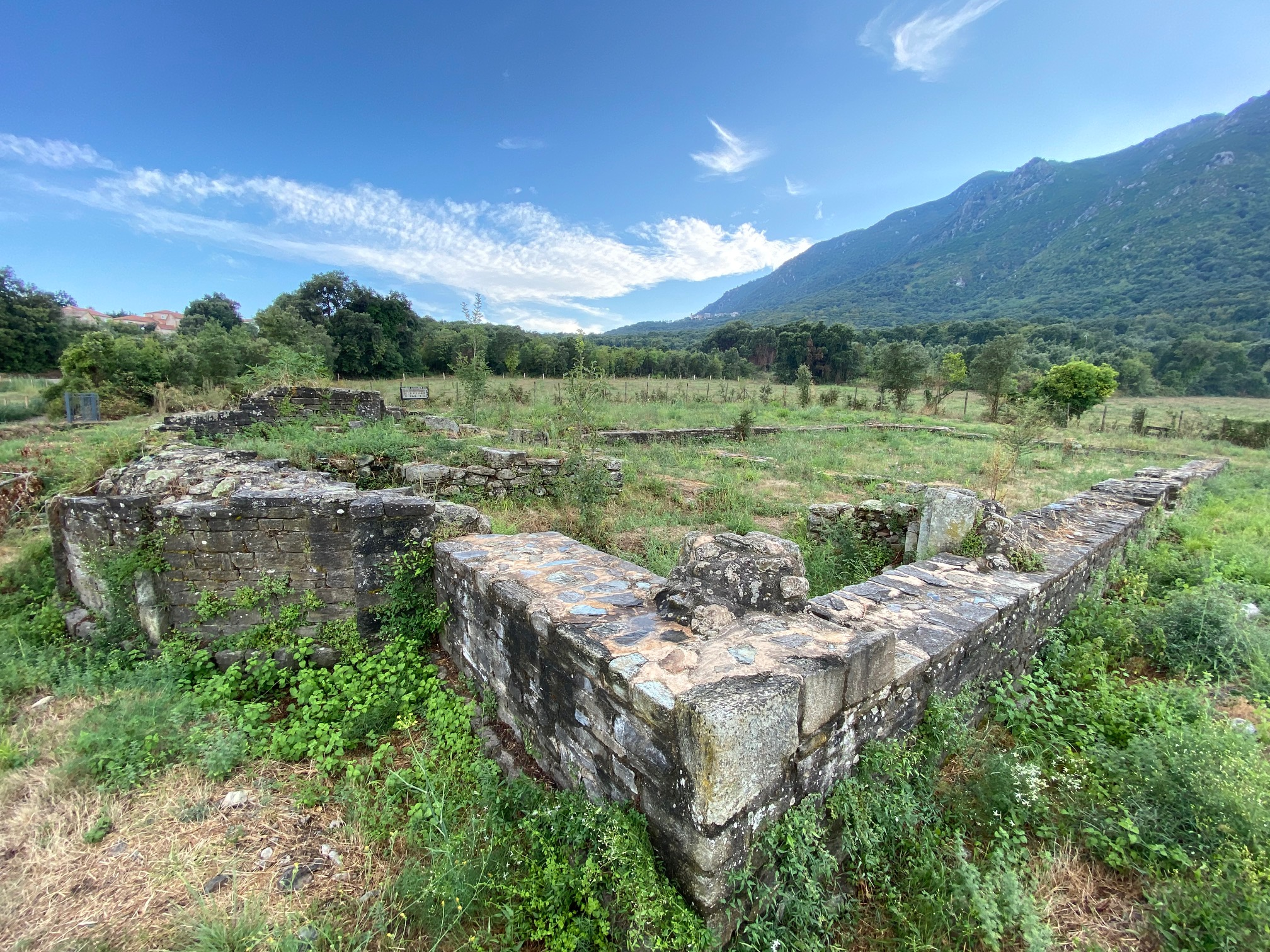
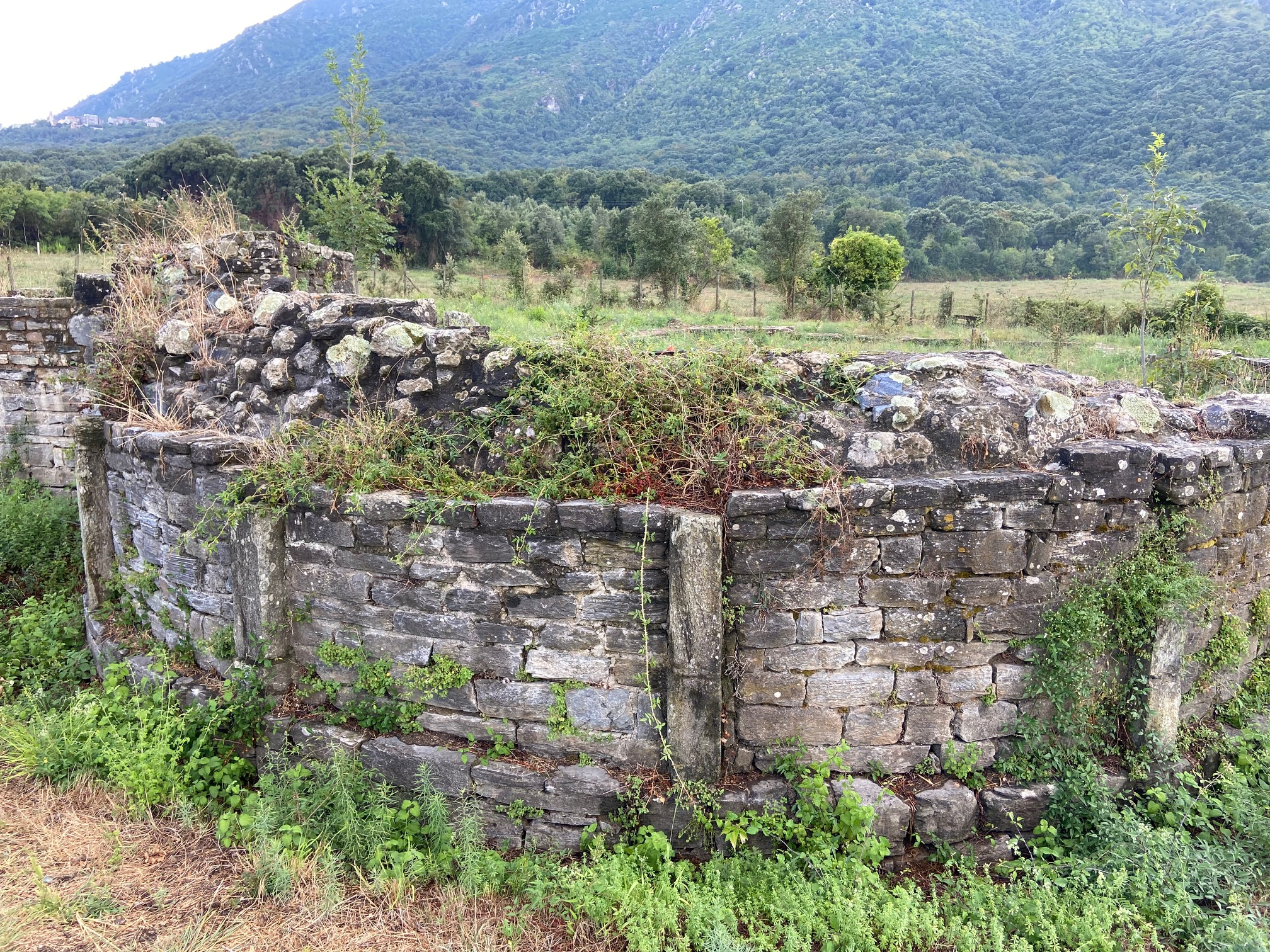